# ريزارد كراوس
ريزارد كراوس (بالبولندية: Ryszard Kraus)‏ (30 يونيو 1964 في بولندا - 3 نوفمبر 2013 في بولندا) هو لاعب كرة قدم بولندي في مركز الهجوم. شارك مع منتخب بولندا لكرة القدم. أما مع النوادي، فقد لعب مع غورنيك زابجه وGKS Tychy ‏ وGKS Jastrzębie ‏ وOdra Wodzisław Śląski ‏.

## وصلات خارجية
- ريزارد كراوس على موقع قاعدة بيانات كرة القدم.إي يو (الإنجليزية)
- ريزارد كراوس على موقع ناشيونال فوتبول تيمز (الإنجليزية)
- ريزارد كراوس على موقع عالم كرة القدم.نت (الإنجليزية)